# 宮崎駿 (職棒球員)
宮崎駿（みやざき はやお、1990年11月27日— ），是福岡軟體銀行鷹隊所屬的日本職業棒球選手（内野手・育成選手）。

## 人物
與知名的動畫導演、吉卜力的創辦人宮崎駿同名同姓。由於出生的1990年為午年，於是雙親便以馬部的「駿」字來命名。他本身也很喜愛紅豬、崖上的波妞等這一類的吉卜力工作室出品的動畫。